# Бельковичі
Бельковичі (біл. вёска Белькавічы) — село в складі Пуховицького району Мінської області, Білорусь. Село підпорядковане Новопольській сільській раді, розташоване в центральній частині області.

## Відомі особистості
В поселенні народився:
- Олександр Зданович (1805-1868) — білоруський і польський історик, педагог, мемуарист.